# Club des investisseurs de long terme
Le Club des investisseurs de long terme, en anglais Long-term Investors Club (LTIC), est une association de droit français, créée en 2009 par la Caisse des dépôts et consignations, la Cassa depositi e prestiti, la Banque européenne d'investissement et le Kreditanstalt für Wiederaufbau,

## Historique
Elle a tenu sa première conférence officielle d'investisseurs en 2009. Depuis, de nombreux autres membres et acteurs internationaux ont rejoint ses rangs, parmi lesquels: la China Development Bank, la Development Bank of Japan  la Banque de développement de la fédération de Russie et la Caisse de dépôt et de gestion du Maroc.
L'ensemble de ces investisseurs réunis au sein du club représentait, en 2009, une capacité d'investissement de 3000 milliards de dollars, soit près de l'équivalent en masse du PIB de la France.

## Objectifs
Son objectif est de permettre à ses membres :
- d'accroitre leur expérience professionnelle
- d'analyser les problématiques relatives à la gestion d'actifs
- de dégager des positions pouvant faire l'objet de publications
- d'organiser des conférences ou des réunions sur des thèmes d’actualités[6],[7]

## Organisation
Un bureau, constitué du président, de trois vice-présidents et d'un secrétaire général, programme les réunions (5 à 7 par an) et assure le lien avec les instances du centre ainsi qu'avec les autres clubs et groupes de travail. Son siège social est fixé par la charte du club à l'Hôtel de Pomereu, à Paris. 